# Calligrapha
Calligrapha es un género de escarabajos de la subfamilia Chrysomelinae (familia Chrysomelidae) no muy bien definida taxonómicamente. Posee un par de alas color rojo las cuales se extienden hasta 6 milímetros aproximadamente.
Está distribuida desde Norteamérica a Sudamérica.  Algunas especies solo tienen hembras.

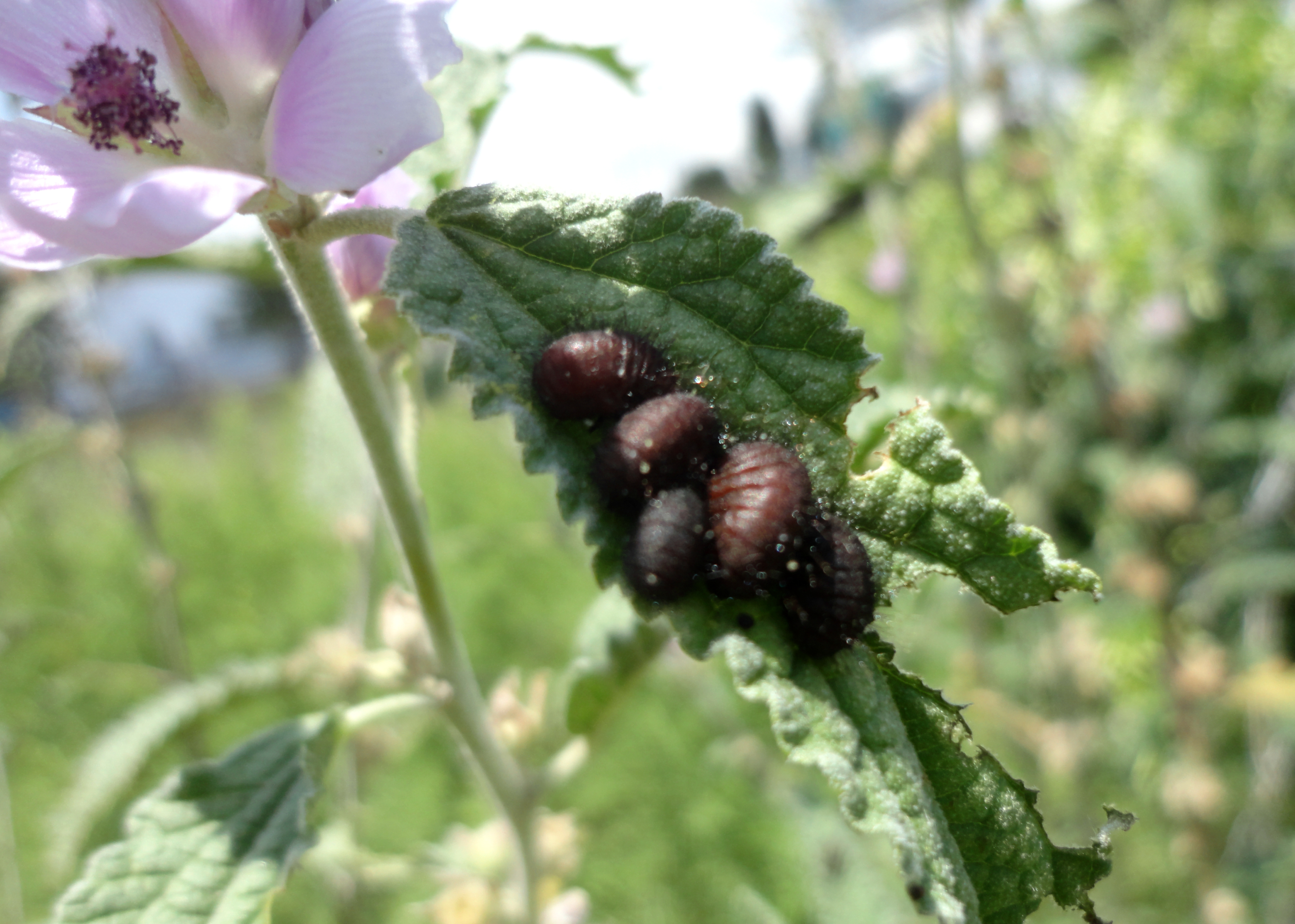
Calligrapha mexicana, larvas

## Especies
Hay más de 80 especies.
- Calligrapha aeneopicta Stål, 1859
- Calligrapha alni Schaeffer, 1928
- Calligrapha alnicola Brown, 1945
- Calligrapha amator Brown, 1945
- Calligrapha amelia Knab, 1909
- Calligrapha anabelae
- Calligrapha ancoralis Stal, 1860
- Calligrapha androwi S. Clark and Cavey, 1995
- Calligrapha apicalis Notman, 1919
- Calligrapha argus Stål, 1859
- Calligrapha bidenticola Brown, 1945
- Calligrapha billbergi Stal, 1860
- Calligrapha californica Linell, 1896
- Calligrapha catarinae
- Calligrapha cephalanthi (Schwarz, 1878)
- Calligrapha confluens Schaeffer, 1928
- Calligrapha consputa Stål, 1860
- Calligrapha dislocata (Rogers, 1856)
- Calligrapha diversa Stal, 1859
- Calligrapha dolosa Brown, 1945
- Calligrapha elegantula Jacoby, 1877
- Calligrapha femorata Jacoby J.Gómez-Zurita, 1891
- Calligrapha floridana Schaeffer, 1934
- Calligrapha fulvipes Stål, 1859
- Calligrapha fulvitarsis Jacoby, 1891
- Calligrapha geographica Stål, 1860
- Calligrapha ignota Brown, 1940
- Calligrapha incisa (Rogers, 1856)
- Calligrapha intermedia Jacoby, 1882
- Calligrapha knabi Brown, 1940
- Calligrapha lunata (Fabricius, 1787)
- Calligrapha mexicana Stal J.Gomez-Zurita en 1859
- Calligrapha multiguttata Stål, 1859
- Calligrapha multipunctata (Say, 1824)
- Calligrapha multipustulata  Stål, 1859
- Calligrapha notatipennis Stal J.Gomez-Zurita, 1859
- Calligrapha ostryae Brown, 1945
- Calligrapha pantherina Stål, 1859
- Calligrapha philadelphica (Linnaeus, 1758)
- Calligrapha pnirsa Stål, 1860
- Calligrapha polyspila Germar, 1821
- Calligrapha praecelsis (Rogers, 1856)
- Calligrapha pruni Brown, 1945
- Calligrapha ramulifera Stål, 1859
- Calligrapha rhoda Knab, 1909
- Calligrapha rowena Knab, 1909
- Calligrapha scalaris (J. E. LeConte, 1824)
- Calligrapha serpentina (Rogers, 1856)
- Calligrapha sigmoidea (J. L. LeConte, 1859)
- Calligrapha simillima Stål, 18609
- Calligrapha spiraeae (Say, 1826)
- Calligrapha suffriani Jacoby, 1882
- Calligrapha suturella
- Calligrapha sylvia (Stål, 1860)
- Calligrapha tiliae Brown, 1945
- Calligrapha verrucosa (Suffrian, 1858)
- Calligrapha vicina Schaeffer, 1933
- Calligrapha virginea Brown, 1945
- Calligrapha wickhami Bowditch, 1911

## Galería

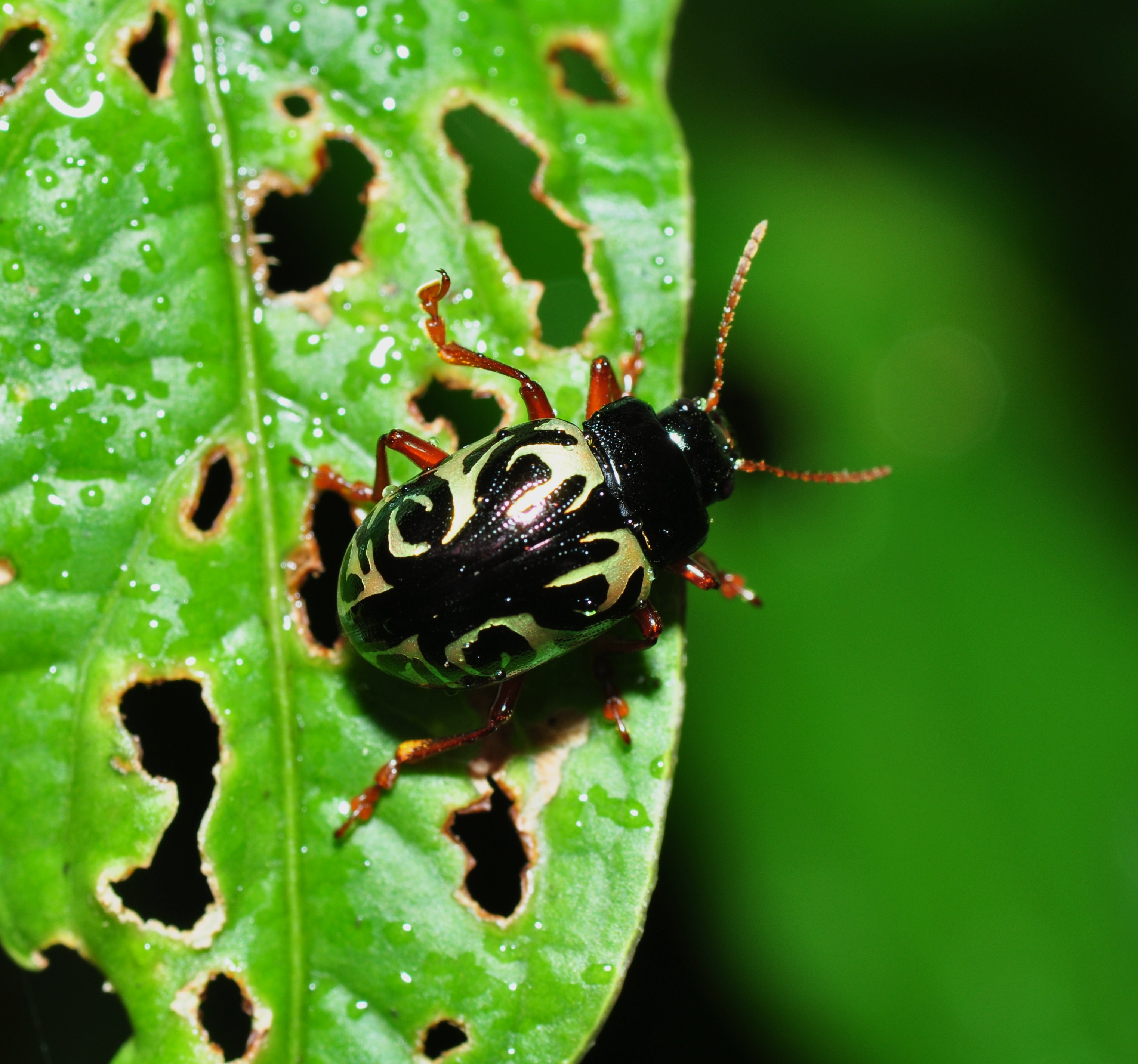
Calligrapha sp.
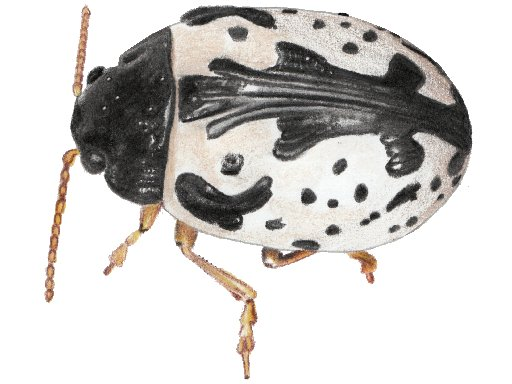
Calligrapha amator
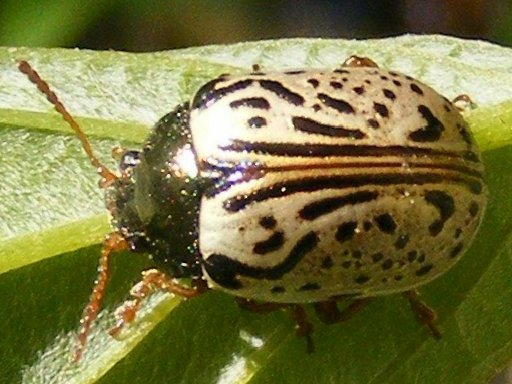
Calligrapha philadelphica